# بخش مولینوس
بخش مولینوس (به اسپانیایی: Departamento de Molinos) یک منطقهٔ مسکونی در آرژانتین است که در استان سالتا واقع شده‌است. بخش مولینوس ۳٬۶۰۰ کیلومتر مربع مساحت و ۵٬۶۵۲ نفر جمعیت دارد.